# Ray Evans
Raymond Bernard Evans (* 4. Februar 1915 in Salamanca, New York; † 15. Februar 2007 in Los Angeles, Kalifornien) war ein amerikanischer Songwriter.
Zusammen mit seinem Partner Jay Livingston schrieb er in den 1950er-Jahren zahlreiche Songs für Filme, so unter anderem Whatever Will Be, Will Be, der vor allem als Que Sera, Sera bekannt wurde. Auch für die Fernsehserien Bonanza und Mr. Ed schrieb das Duo die Titelmelodien.

## Auszeichnungen
Livingston und Evans wurden in den Jahren 
- 1946 für The Cat and the Canary,
- 1958 für die Ballade Tammy,
- 1959 für Almost in Your Arms, und
- 1965 für Dear Heart

in der Kategorie „Bester Song“ für einen Oscar nominiert. Sie gewannen diese Auszeichnung dreimal: 
- 1949 für das Lied Buttons and Bows aus dem Film Sein Engel mit den zwei Pistolen;
- 1951 für das Lied Mona Lisa aus dem Film Captain Carey, U.S.A. und
- 1956 für das Lied Que Sera, Sera aus dem Film Der Mann, der zuviel wußte.

Das Lied Mona Lisa wurde 1987 auch mit dem ASCAP-Award als Most Performed Feature Film Standard on TV ausgezeichnet, die Lieder Silver Bells aus The Lemon Drop Kid (1951) und Que Sera Sera im Jahr 1990 mit dem ASCAP-Award als Most Performed Feature Film Standard.
Das Duo wurde 1958 für seine Arbeit für das Musical Oh, Captain! auch für einen Tony Award nominiert.